# Géza d'Asburgo-Lorena
Géza d'Asburgo-Lorena (nome completo in tedesco Géza Ladislaus Euseb Gerhard Rafael Albert Maria; Budapest, 14 novembre 1940) è un arciduca e storico dell'arte ungherese.
Esperto e curatore di mostre internazionali sulla Fabergé, ha pubblicato numerosi libri e articoli sui gioiellieri Peter Carl Fabergé e Victor Mayer.

## Biografia

### Educazione e carriera
Géza frequentò l'Università di Friburgo, Berna, e Firenze, prima di conseguire un dottorato di ricerca a Friburgo nel 1965.
Nel 1966 entra a far parte dello staff di Auctioneers Christie, Manson & Woods come presidente, supervisionando una rete di uffici in tutta Europa. Nel 1980 diventa Presidente della Divisione Europea per l'azienda. Più tardi, nella sua carriera, lavorò per quattro anni come presidente a New York e Ginevra, come banditori d'arte internazionali. In entrambe le società, si è specializzato in argento e oro, oggetti di Vertu e arte russa.
Géza d'Asburgo è un autore di fama internazionale e una delle principali autorità di Fabergé. Gran parte della sua carriera è stata dedicata alla organizzazione di mostre in tutto il mondo. È docente al Metropolitan Museum of Art di New York. Alcuni dei suoi temi comprendono "Collezioni principesche", "Gli Asburgo come collezionisti e mecenati" e "Donne celebri degli Asburgo".

### Matrimoni
Nel 1965, sposò Monika Decker (nata nel 1939), ma divorziarono nel 1991. Nel 1991, sposò Elizabeth Jane Kunstadter (nata nel 1957).

## Discendenza
Géza d'Asburgo-Lorena e la prima moglie Monika Decker ebbero tre figli:
- Francesco Ferdinando (1967);
- Ferdinando Leopoldo (1969); attualmente sta lavorando per l'UNDP in Sud Sudan.
- Massimiliano Filippo (1974); insegnante a Oundle in Inghilterra.

Con la seconda moglie Elizabeth Jane Kunstadter ebbe una figlia:
- Isabella Maria Luisa (1996).

## Ascendenza
|                                     |                     |                                     | Genitori                             |  |  | Nonni |  |  | Bisnonni                              |  |  | Trisnonni                 |  |
|                                     |                     |                                     |                                      |  |  |       |  |  | Giuseppe Carlo Luigi d'Asburgo-Lorena |  |  | Giuseppe d'Asburgo-Lorena |  |
|                                     |                     |                                     |                                      |  |  |       |  |  | Giuseppe Carlo Luigi d'Asburgo-Lorena |  |  | Giuseppe d'Asburgo-Lorena |  |
|                                     |                     | Maria Dorotea di Württemberg        |                                      |  |  |       |  |  | Giuseppe Carlo Luigi d'Asburgo-Lorena |  |  |                           |  |
| Giuseppe Augusto d'Asburgo-Lorena   |                     |                                     |                                      |  |  |       |  |  | Giuseppe Carlo Luigi d'Asburgo-Lorena |  |  |                           |  |
|                                     |                     | Clotilde di Sassonia-Coburgo-Koháry | Augusto di Sassonia-Coburgo-Koháry   |  |  |       |  |  |                                       |  |  |                           |  |
|                                     |                     | Clotilde di Sassonia-Coburgo-Koháry | Augusto di Sassonia-Coburgo-Koháry   |  |  |       |  |  |                                       |  |  |                           |  |
|                                     |                     | Clotilde di Sassonia-Coburgo-Koháry | Clementina d'Orléans                 |  |  |       |  |  |                                       |  |  |                           |  |
| Giuseppe Francesco d'Asburgo-Lorena |                     | Clotilde di Sassonia-Coburgo-Koháry |                                      |  |  |       |  |  |                                       |  |  |                           |  |
|                                     |                     | Leopoldo di Baviera                 | Luitpold di Baviera                  |  |  |       |  |  |                                       |  |  |                           |  |
|                                     |                     | Leopoldo di Baviera                 | Luitpold di Baviera                  |  |  |       |  |  |                                       |  |  |                           |  |
|                                     |                     | Leopoldo di Baviera                 | Augusta Ferdinanda d'Asburgo-Lorena  |  |  |       |  |  |                                       |  |  |                           |  |
| Augusta Maria di Baviera            |                     | Leopoldo di Baviera                 |                                      |  |  |       |  |  |                                       |  |  |                           |  |
|                                     |                     | Gisella d'Asburgo-Lorena            | Francesco Giuseppe I d'Austria       |  |  |       |  |  |                                       |  |  |                           |  |
|                                     |                     | Gisella d'Asburgo-Lorena            | Francesco Giuseppe I d'Austria       |  |  |       |  |  |                                       |  |  |                           |  |
|                                     |                     | Gisella d'Asburgo-Lorena            | Elisabetta di Baviera                |  |  |       |  |  |                                       |  |  |                           |  |
| Géza d'Asburgo-Lorena               |                     | Gisella d'Asburgo-Lorena            |                                      |  |  |       |  |  |                                       |  |  |                           |  |
|                                     | Giorgio di Sassonia | Giovanni di Sassonia                |                                      |  |  |       |  |  |                                       |  |  |                           |  |
|                                     | Giorgio di Sassonia | Giovanni di Sassonia                |                                      |  |  |       |  |  |                                       |  |  |                           |  |
|                                     | Giorgio di Sassonia | Amalia Augusta di Baviera           |                                      |  |  |       |  |  |                                       |  |  |                           |  |
| Federico Augusto III di Sassonia    | Giorgio di Sassonia |                                     |                                      |  |  |       |  |  |                                       |  |  |                           |  |
|                                     |                     | Maria Anna Ferdinanda di Braganza   | Ferdinando II del Portogallo         |  |  |       |  |  |                                       |  |  |                           |  |
|                                     |                     | Maria Anna Ferdinanda di Braganza   | Ferdinando II del Portogallo         |  |  |       |  |  |                                       |  |  |                           |  |
|                                     |                     | Maria Anna Ferdinanda di Braganza   | Maria II del Portogallo              |  |  |       |  |  |                                       |  |  |                           |  |
| Anna di Sassonia                    |                     | Maria Anna Ferdinanda di Braganza   |                                      |  |  |       |  |  |                                       |  |  |                           |  |
|                                     |                     | Ferdinando IV di Toscana            | Leopoldo II di Toscana               |  |  |       |  |  |                                       |  |  |                           |  |
|                                     |                     | Ferdinando IV di Toscana            | Leopoldo II di Toscana               |  |  |       |  |  |                                       |  |  |                           |  |
|                                     |                     | Ferdinando IV di Toscana            | Maria Antonia di Borbone-Due Sicilie |  |  |       |  |  |                                       |  |  |                           |  |
| Luisa d'Asburgo-Lorena              |                     | Ferdinando IV di Toscana            |                                      |  |  |       |  |  |                                       |  |  |                           |  |
|                                     |                     | Alice di Borbone-Parma              | Carlo III di Parma                   |  |  |       |  |  |                                       |  |  |                           |  |
|                                     |                     | Alice di Borbone-Parma              | Carlo III di Parma                   |  |  |       |  |  |                                       |  |  |                           |  |
|                                     |                     | Alice di Borbone-Parma              | Luisa Maria di Borbone-Francia       |  |  |       |  |  |                                       |  |  |                           |  |
|                                     |                     | Alice di Borbone-Parma              |                                      |  |  |       |  |  |                                       |  |  |                           |  |